# Oñate (apellido)
Oñate es un linaje originado en Vizcaya, con casa solar en la villa de Oñate (Oñati, en euskera), cuyo nombre tomó, en el partido judicial de Vergara, de donde se extendieron por Navarra, fundando casas en Pamplona, Peralta, Fitero, Mongelos y Olite, y pasaron a Castilla. La información más antigua de este linaje es del siglo XV.
Lo tomaron por apellido los descendientes de don Pedro de Baeza y Haro.
- Datos: Q6055241
- Multimedia: Oñate (surname) / Q6055241